# Gib Frieden, Herr, gib Frieden
Gib Frieden, Herr, gib Frieden ist ein von dem mennonitischen Kirchenlieddichter Jan Nooter verfasstes Kirchenlied. Das Gebetslied mit seiner Bitte um Frieden findet sich heute in vielen christlichen Gesangbüchern.
Das Lied wurde 1963 unter dem niederländischen Namen Geef vreede, Heer, geef vrede herausgegeben. Der Titel ist dem 1837 verfassten Friedensgedicht von Ernst Moritz Arndt entnommen, dessen drei Strophen jeweils mit Gib Frieden, Herr, gib Frieden beginnen. Nooter jedoch konkretisierte die Bitte nach Frieden und verfasste eine neue stärker theologisch gegründete Textversion. Das als Gebetslied konzipierte Lied steht deutlich in der mennonitischen Tradition des christlichen Pazifismus. Anders als das Gedicht von Ernst Moritz Arndt umfasst Nooters Friedenslied vier Strophen.
Im Jahr 1980 wurde das Lied von Jürgen Henkys ins Deutsche übersetzt und fand besonders in der ostdeutschen Friedensbewegung Verbreitung. Die Friedensbewegung befand sich damals in einer scharfen Kontroverse mit den Machthabern um den Slogan
Schwerter zu Pflugscharen. Trotzdem konnte das Lied mit der konfrontativen Formulierung der ersten Strophe Recht wird durch Macht entschieden die Zensur passieren. Das Lied wird nach einer Melodie von Bartholomäus Gesius (1603) gesungen, auf die auch das bekannte Lied Befiehl du deine Wege von Paul Gerhardt gesungen wird. Das Lied findet sich unter anderem im Evangelischen Gesangbuch unter der Nummer 430 und im freikirchlichen Gesangbuch Feiern & Loben unter der Nummer 72.